# Bærums prosteri

Prosterier i Oslo stift. Det gula området på kartan är Bærums prosteri.

Bærums prosteri (norska: Bærum prosti) är ett kontrakt (prosteri, norska: prosti) i Oslo stift inom Norska kyrkan. Kontraktet omfattar Bærums kommun i Akershus fylke i sydöstra Norge.

## Socknar
Bærums prosteri består av tio socknar (norska: sokn eller sogn) inom Bærums kyrkliga samfällighet (norska: kirkelige fellesråd):
- Bryns socken
- Eiksmarka socken
- Fornebulandets socken (innan 2017 Lysaker/Snarøya socken)
- Haslums socken
- Helgeruds socken
- Høviks socken
- Jars socken
- Lommedalens socken
- Tanums socken
- Østerås socken